# Carl August Clodius

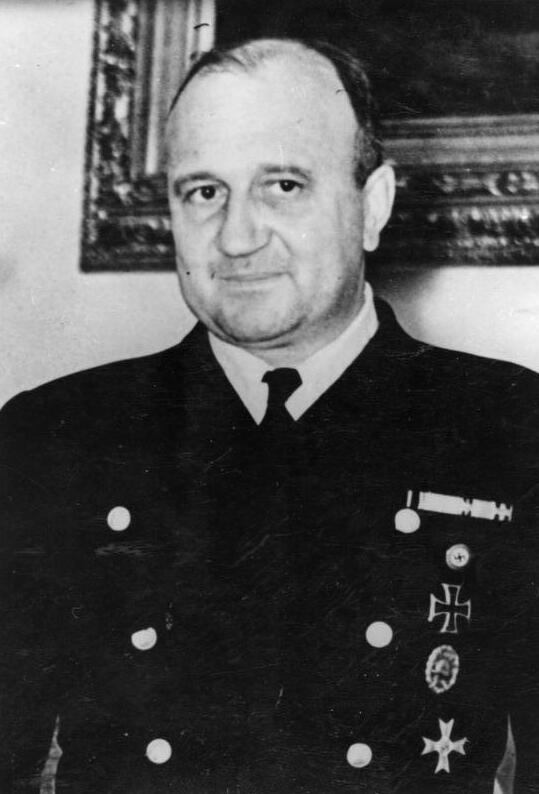
Carl Clodius (1942)

Carl August Clodius (* 9. Februar 1897 in Bremen; † 15. Januar 1952 in der Sowjetunion) war deutscher Diplomat und Wirtschaftsfachmann.

## Leben
Nach dem Studium der Technik begann Clodius im Januar 1921 seine diplomatische Laufbahn als Angestellter in der Außenhandelsstelle des Auswärtigen Amtes; ab Dezember 1926 war er Legationssekretär. Im Mai 1927 wurde Clodius an die deutsche Botschaft in Paris versetzt, und im Dezember 1928 zum Gesandtschaftsrat ernannt. In dieser Funktion war Clodius 1931 auch in Wien und zwischen 1932 und 1934 in Sofia tätig. Zum 1. Mai 1933 war er der NSDAP beigetreten (Mitgliedsnummer 1.732.775). Im Juni 1936 wurde Clodius Vortragender Legationsrat und im November 1938 Gesandter 1. Klasse und Ministerialdirigent und stellvertretender Leiter der Handelspolitischen Abteilung des Auswärtigen Amtes. Im November 1943 erfolgte seine Ernennung zum Ministerialdirektor.
Clodius war Sonderbeauftragter für die Führung handelspolitischer Verhandlungen und als Wirtschaftsexperte am Abschluss bedeutender Wirtschaftsverträge des nationalsozialistischen Deutschen Reiches mit der Schweiz und mit den Ländern Südosteuropas beteiligt und unterstützte dort die Aktivitäten des Mitteleuropäischen Wirtschaftstages.
Als Clodius im Mai 1944 Wirtschaftsverhandlungen mit der rumänischen Regierung in Bukarest führte, übernahm er faktisch auch die Tätigkeit des dortigen deutschen Gesandten, Manfred Freiherr von Killinger, dem es nicht gelungen war, eine vertrauensvolle Beziehung zur rumänischen Staatsführung auszubauen.

## Nachkriegszeit
Nachdem Rumänien im August 1944 aus der gemeinsamen Front mit dem Deutschen Reich ausgeschert war, geriet Clodius mit seiner Frau am 4. September in sowjetische Kriegsgefangenschaft. Die beiden wurden allerdings bald darauf voneinander getrennt, so dass bis heute gesicherte Daten über sein Nachkriegsschicksal fehlen. Laut sowjetischen Angaben soll er als Wirtschaftsexperte für den südosteuropäischen Raum in der Sowjetunion tätig gewesen sein und stark am Wiederaufbau der Sowjetunion und ihrer Wirtschaft mitgewirkt haben.
Nach amtlichen deutschen Unterlagen soll Clodius 1952 in der Haft verstorben sein. Seine Frau kehrte 1955 mit einem österreichischen Heimkehrertransport aus der Sowjetunion zurück.